# Elezioni politiche in Italia del 2018 per collegio uninominale (Camera dei deputati)

Risultati nei collegi uninominali per la Camera dei deputati

Le elezioni politiche in Italia del 2018 nei collegi uninominali della Camera dei deputati hanno visto i seguenti risultati.

## Riepilogo per circoscrizione
| Circoscrizione        | LSP-FI-FdI-NCI-UDC | Movimento 5 Stelle | PD-+Europa-Insieme-CP | Totale |
| --------------------- | ------------------ | ------------------ | --------------------- | ------ |
| Circoscrizione        |                    |                    |                       | Totale |
| Piemonte 1            | 6                  | 1                  | 2                     | 9      |
| Piemonte 2            | 8                  | —                  | —                     | 8      |
| Valle d'Aosta         | —                  | 1                  | —                     | 1      |
| Lombardia 1           | 12                 | —                  | 3                     | 15     |
| Lombardia 2           | 8                  | —                  | —                     | 8      |
| Lombardia 3           | 8                  | —                  | —                     | 8      |
| Lombardia 4           | 6                  | —                  | —                     | 6      |
| Trentino-Alto Adige   | 3                  | —                  | 1 (+2 SVP)            | 6      |
| Veneto 1              | 8                  | —                  | —                     | 8      |
| Veneto 2              | 11                 | —                  | —                     | 11     |
| Friuli-Venezia Giulia | 5                  | —                  | —                     | 5      |
| Liguria               | 4                  | 2                  | —                     | 6      |
| Emilia-Romagna        | 8                  | —                  | 9                     | 17     |
| Toscana               | 7                  | —                  | 7                     | 14     |
| Umbria                | 3                  | —                  | —                     | 3      |
| Marche                | 1                  | 5                  | —                     | 6      |
| Lazio 1               | 3                  | 7                  | 4                     | 14     |
| Lazio 2               | 6                  | 1                  | —                     | 7      |
| Abruzzo               | 1                  | 4                  | —                     | 5      |
| Molise                | —                  | 2                  | —                     | 2      |
| Campania 1            | —                  | 12                 | —                     | 12     |
| Campania 2            | 1                  | 9                  | —                     | 10     |
| Puglia                | —                  | 16                 | —                     | 16     |
| Basilicata            | —                  | 2                  | —                     | 2      |
| Calabria              | 2                  | 6                  | —                     | 8      |
| Sicilia 1             | —                  | 9                  | —                     | 9      |
| Sicilia 2             | —                  | 10                 | —                     | 10     |
| Sardegna              | —                  | 6                  | —                     | 6      |
| Totale                | 111                | 93                 | 26 (+2 SVP)           | 232    |

## Riepilogo per collegio

### Piemonte 1
| Collegio             | LSP-FI-FdI-NCI-UDC                  | Movimento 5 Stelle          | PD-+Europa-Insieme-CP       | Liberi e Uguali            |
| -------------------- | ----------------------------------- | --------------------------- | --------------------------- | -------------------------- |
| Collegio             |                                     |                             |                             |                            |
| 1 - Torino           | Marco Francia (31,3%)               | Paolo Turati (17,1%)        | Andrea Giorgis (40,9%)      | Marco Grimaldi (6,6%)      |
| 2 - Torino           | Roberto Rosso (36,5%)               | Domenico Fioravanti (29,1%) | Silvja Manzi (26,5%)        | Elena Chinaglia (4,4%)     |
| 3 - Torino           | Augusta Montaruli (33,3%)           | Paolo Biancone (24,4%)      | Paola Bragantini (33,2%)    | Roberto Placido (5,5%)     |
| 4 - Torino           | Paolo Greco Lucchina (31,7%)        | Alberto Sasso (27,3%)       | Stefano Lepri (32,8%)       | Stefano Schwarz (5,1%)     |
| 5 - Ivrea            | Alessandro Manuel Benvenuto (42,7%) | Valentina Pretato (26,0%)   | Francesca Bonomo (23,9%)    | Patrizia Presbitero (3,6%) |
| 6 - Collegno         | Sara Zambaia (31,3%)                | Celeste D'Arrando (34,0%)   | Umberto D'Ottavio (28,9%)   | Silvana Accossato (4,8%)   |
| 7 - Settimo Torinese | Carluccio Giacometto (36,4%)        | Rosario Fondacaro (30,8%)   | Gianna Pentenero (26,0%)    | Ilaria Romaniello (3,8%)   |
| 8 - Moncalieri       | Claudia Porchietto (37,0%)          | Roberta Cavuoti (31,9%)     | Laura Pompeo (24,8%)        | Erika Elena Faienza (3,3%) |
| 9 - Pinerolo         | Daniela Ruffino (37,5%)             | Franco Trivero (31,6%)      | Magda Angela Zanoni (22,6%) | Laura Zoggia (4,2%)        |

### Piemonte 2
| Collegio        | LSP-FI-FdI-NCI-UDC                    | Movimento 5 Stelle               | PD-+Europa-Insieme-CP      | Liberi e Uguali               |
| --------------- | ------------------------------------- | -------------------------------- | -------------------------- | ----------------------------- |
| Collegio        |                                       |                                  |                            |                               |
| 1 - Verbania    | Mirella Cristina (47,3%)              | Simona Pedroli (23,2%)           | Vittoria Albertini (23,1%) | Diego Brignoli (2,9%)         |
| 2 - Novara      | Alberto Gusmeroli (45,9%)             | Davide Crippa (25,1%)            | Franca Biondelli (23,0%)   | Giuseppina Muscariello (2,6%) |
| 3 - Biella      | Andrea Delmastro Delle Vedove (47,1%) | Emanuele Alberto Cutellè (23,8%) | Nicoletta Favero (22,6%)   | Doriano Raise (2,5%)          |
| 4 - Vercelli    | Paolo Tiramani (48,1%)                | Paolo Maria Mosca (24,4%)        | Luigi Bobba (22,1%)        | Marco Rossi (2,8%)            |
| 5 - Alessandria | Riccardo Molinari (44,6%)             | Silvia Gambino (26,9%)           | Marcella Graziano (21,5%)  | Federico Fornaro (4,0%)       |
| 6 - Asti        | Andrea Giaccone (45,7%)               | Fabio Desilvestri (25,8%)        | Angela Motta (21,5%)       | Mario Castaldo (3,4%)         |
| 7 - Cuneo       | Flavio Gastaldi (46,7%)               | Mirella Ramonda (22,4%)          | Andrea Olivero (24,0%)     | Barbara Luisa Giolitti (2,9%) |
| 8 - Alba        | Enrico Costa (48,2%)                  | Federico Costamagna (23,1%)      | Francesco Balocco (22,4%)  | Lorenzo Paglieri (2,7%)       |

### Valle d'Aosta
| Collegio          | LSP-FI-FdI-NCI-UDC | Movimento 5 Stelle     | PD-+Europa-Insieme-CP  | Liberi e Uguali |
| ----------------- | ------------------ | ---------------------- | ---------------------- | --------------- |
| Collegio          |                    |                        |                        |                 |
| 1 - Valle d'Aosta | Vari               | Elisa Tripodi (24,11%) | Alessia Favre (21,74%) | —               |

### Lombardia 1
| Collegio                      | LSP-FI-FdI-NCI-UDC                 | Movimento 5 Stelle         | PD-+Europa-Insieme-CP           | Liberi e Uguali                   |
| ----------------------------- | ---------------------------------- | -------------------------- | ------------------------------- | --------------------------------- |
| Collegio                      |                                    |                            |                                 |                                   |
| 1 - Abbiategrasso             | Michela Vittoria Brambilla (47,3%) | Francesco Ippolito (24,7%) | Francesco Prina (22,7%)         | Marco Sereno Dal Toso (2,3%)      |
| 2 - Legnano                   | Massimo Garavaglia (43,4%)         | Riccardo Olgiati (25,4%)   | Monica Berna Nasca (25,4%)      | Giuseppe Scarfone (3,0%)          |
| 3 - Bollate                   | Andrea Crippa (42,9%)              | Michaela Piva (26,9%)      | Giancarla Marchesi (24,6%)      | Giovanna Pranio (2,9%)            |
| 4 - Seregno                   | Paola Frassinetti (49,2%)          | Davide Tripiedi (23,4%)    | Maria Antonia Molteni (21,9%)   | Michela Maria Rosa Vaccaro (2,3%) |
| 5 - Monza                     | Andrea Mandelli (43,2%)            | Luz Marta De Poli (20,7%)  | Pietro Lorenzo Virtuani (29,5%) | Alessandro Gerosa (3,6%)          |
| 6 - Gorgonzola                | Valentina Aprea (41,0%)            | Federica Casalino (25,5%)  | Enrico Brambilla (26,8%)        | Antonio Lentini (3,2%)            |
| 7 - Cinisello Balsamo         | Jari Colla (39,8%)                 | Daniela Gobbo (28,0%)      | Ezio Primo Casati (26,4%)       | Rita Parozzi (3,1%)               |
| 8 - Milano                    | Igor Iezzi (39,2%)                 | Diego Apostolo (24,1%)     | Emilia Grazia De Biasi (28,7%)  | Valeria Giuseppina Luzzi (4,3%)   |
| 9 - Milano-Sesto San Giovanni | Guido Della Frera (37,8%)          | Stefano Buffagni (24,1%)   | Sara Valmaggi (30,1%)           | Daniele Farina (4,7%)             |
| 10 - Cologno Monzese          | Luca Squeri (39,8%)                | Alessia Daniele (25,2%)    | Morena Maria Lucà (28,6%)       | Giuseppe Giovanni Angelico (3,4%) |
| 11 - Milano                   | Alessandro Morelli (37,5%)         | Manlio Di Stefano (14,9%)  | Mattia Mor (40,1%)              | Felice Besostri (4,1%)            |
| 12 - Milano                   | Cristina Rossello (37,0%)          | Alberto Bonisoli (13,8%)   | Bruno Tabacci (41,2%)           | Laura Boldrini (4,6%)             |
| 13 - Milano                   | Laura Molteni (35,1%)              | Melissa Tocchet (15,1%)    | Lia Quartapelle (41,3%)         | Alessandro Papale (4,9%)          |
| 14 - Milano                   | Federica Zanella (38,9%)           | Paola Carinelli (21,9%)    | Paolo Cova (31,3%)              | Doris Zaccaria (4,4%)             |
| 15 - Rozzano                  | Graziano Musella (41,3%)           | Stefania Mammì (28,7%)     | Angelo Capelli (24,2%)          | Paola Pedrazzi (3,0%)             |

### Lombardia 2
| Collegio          | LSP-FI-FdI-NCI-UDC           | Movimento 5 Stelle                  | PD-+Europa-Insieme-CP      | Liberi e Uguali           |
| ----------------- | ---------------------------- | ----------------------------------- | -------------------------- | ------------------------- |
| Collegio          |                              |                                     |                            |                           |
| 1 - Sondrio       | Ugo Parolo (59,4%)           | Maria Rosa Gianoncelli (16,2%)      | Anna Delle Grazie (18,3%)  | Martina Simonini (2,2%)   |
| 2 - Varese        | Giusy Versace (48,9%)        | Valentina Licausi (21,7%)           | Vincenzo Salvatore (22,9%) | Davide Feleppa (2,4%)     |
| 3 - Gallarate     | Matteo Luigi Bianchi (49,3%) | Alessandra Giuseppina Viola (23,1%) | Rosalba Folino (21,7%)     | Cinzia Colombo (2,2%)     |
| 4 - Busto Arsizio | Leonardo Tarantino (47,7%)   | Monica Gliera (23,8%)               | Valerio Mariani (22,6%)    | Federico Simonelli (2,4%) |
| 5 - Como          | Laura Ravetto (48,2%)        | Elisa Nicotra (21,7%)               | Chiara Braga (23,7%)       | Marco Malinverno (2,4%)   |
| 6 - Cantù         | Nicola Molteni (53,3%)       | Carmelina Pisanello (19,1%)         | Patrizia Lissi (21,4%)     | Davide Pivi (2,1%)        |
| 7 - Merate        | Maurizio Lupi (50,9%)        | Angelo Luigi Baiguini (18,7%)       | Adele Gatti (24,0%)        | Matteo Vismara (2,4%)     |
| 8 - Lecco         | Alessio Butti (50,1%)        | Costantino Anghileri (18,8%)        | Veronica Tentori (24,7%)   | Riccardo Mariani (2,7%)   |

### Lombardia 3
| Collegio                 | LSP-FI-FdI-NCI-UDC          | Movimento 5 Stelle               | PD-+Europa-Insieme-CP        | Liberi e Uguali         |
| ------------------------ | --------------------------- | -------------------------------- | ---------------------------- | ----------------------- |
| Collegio                 |                             |                                  |                              |                         |
| 1 - Brescia              | Simona Bordonali (42,7%)    | Giorgio Sorial (19,1%)           | Antonio Vivenzi (29,9%)      | Donatella Cagno (4,1%)  |
| 2 - Lumezzane            | Paolo Formentini (56,0%)    | Michela Carnazzi (16,7%)         | Marina Berlinghieri (20,7%)  | Giada Stefana (2,2%)    |
| 3 - Desenzano del Garda  | Mariastella Gelmini (51,6%) | Luca Lorenzo Castigliego (21,3%) | Maria Chiara Soldini (20,5%) | Simone Zuin (2,3%)      |
| 4 - Palazzolo sull'Oglio | Alessandro Colucci (54,6%)  | Claudio Cominardi (18,2%)        | Mara Mucci (20,4%)           | Pasquale Moffa (2,3%)   |
| 5 - Bergamo              | Stefano Benigni (45,5%)     | Guia Termini (17,4%)             | Elena Carnevali (30,4%)      | Nicola Cremaschi (3,0%) |
| 6 - Albino               | Daniele Belotti (57,8%)     | Fabiola Bologna (14,9%)          | Marco Milesi (22,1%)         | Massimo Cortesi (1,7%)  |
| 7 - Treviglio            | Cristian Invernizzi (53,1%) | Vita Maria Macchitella (19,8%)   | Gabriele Riva (21,3%)        | Marco Caglioni (2,2%)   |
| 8 - Romano di Lombardia  | Alessandro Sorte (57,3%)    | Andrea Della Vedova (17,3%)      | Ludovica Paloschi (19,7%)    | Colomba Plebani (2,0%)  |

### Lombardia 4
| Collegio     | LSP-FI-FdI-NCI-UDC          | Movimento 5 Stelle       | PD-+Europa-Insieme-CP        | Liberi e Uguali           |
| ------------ | --------------------------- | ------------------------ | ---------------------------- | ------------------------- |
| Collegio     |                             |                          |                              |                           |
| 1 - Vigevano | Elena Lucchini (51,1%)      | Elena Modini (22,3%)     | Emanuela Marchiafava (20,5%) | Carlo Porcari (2,2%)      |
| 2 - Pavia    | Alessandro Cattaneo (48,0%) | Iolanda Nanni (21,9%)    | Chiara Scuvera (23,2%)       | Martina Draghi (2,9%)     |
| 3 - Lodi     | Claudio Pedrazzini (46,9%)  | Luciano Frigoli (23,9%)  | Mauro Soldati (23,2%)        | Chiara Valenzano (2,6%)   |
| 4 - Cremona  | Silvana Comaroli (50,0%)    | Christian Di Feo (20,4%) | Alessia Manfredini (23,4%)   | Annamria Abbate (2,7%)    |
| 5 - Suzzara  | Raffaele Volpi (47,1%)      | Stefano Capaldo (22,7%)  | Silvia Cavalletti (24,0%)    | Luigi Lottardi (2,4%)     |
| 6 - Mantova  | Andrea Dara (42,0%)         | Alberto Zolezzi (24,9%)  | Marco Carra (26,8%)          | Franceschino Tiana (2,8%) |

### Trentino-Alto Adige
| Collegio              | LSP-FI-FdI-NCI-UDC           | Movimento 5 Stelle                     | PD-+Europa-Insieme-CP        | Liberi e Uguali             | SVP                       |
| --------------------- | ---------------------------- | -------------------------------------- | ---------------------------- | --------------------------- | ------------------------- |
| Collegio              |                              |                                        |                              |                             |                           |
| 1 - Bolzano           | Michaela Biancofiore (25,0%) | Filomena Nuzzo (20,5%)                 | Maria Elena Boschi (41,2%)   | Norbert Lantschner (6,3%)   |                           |
| 2 - Merano            | Ambra Giovanazzi (12,8%)     | Francesca Morrone (10,6%)              | Giorgio Balzarini (7,6%)     | Vanda Carbone (2,9%)        | Albrecht Plangger (61,2%) |
| 3 - Bressanone        | Cristina Barchetti (10,9%)   | Verena Carmen Christina Weinert (9,4%) | Mario Cappelletti (6,8%)     | Markus Frei (4,8%)          | Renate Gebhard (65,0%)    |
| 4 - Trento            | Giulia Zanotelli (37,4%)     | Carmen Martini (22,2%)                 | Mariachiara Franzoia (33,9%) | Renata Attolini (3,2%)      |                           |
| 5 - Rovereto          | Vanessa Cattoi (37,5%)       | Matteo Perini (26,6%)                  | Michele Nicoletti (29,6%)    | Ezio Paolo Viglietti (2,9%) |                           |
| 6 - Pergine Valsugana | Maurizio Fugatti (44,6%)     | Riccardo Fraccaro (23,0%)              | Lorenzo Dellai (26,7%)       | Antonella Valer (2,6%)      |                           |

### Veneto 1
| Collegio                | LSP-FI-FdI-NCI-UDC        | Movimento 5 Stelle       | PD-+Europa-Insieme-CP     | Liberi e Uguali            |
| ----------------------- | ------------------------- | ------------------------ | ------------------------- | -------------------------- |
| Collegio                |                           |                          |                           |                            |
| 1 - Venezia             | Giorgio Andreuzza (35,0%) | Enrico Schenato (28,6%)  | Nicola Pellicani (26,9%)  | Michele Mognato (5,1%)     |
| 2 - San Donà di Piave   | Renato Brunetta (49,1%)   | Antonio Abrami (24,8%)   | Sara Moretto (19,9%)      | Margherita Lachin (2,4%)   |
| 3 - Chioggia            | Ketty Fogliani (42,7%)    | Marco Dall'Acqua (30,6%) | Mario Dalla Tor (19,5%)   | Fortunato Guarnieri (3,4%) |
| 4 - Castelfranco Veneto | Dimitri Coin (49,5%)      | Eva Liberalato (26,1%)   | Matteo Favero (18,3%)     | Mario Bertolo (2,3%)       |
| 5 - Montebelluna        | Ingrid Bisa (56,0%)       | Andrea Arman (21,4%)     | Anna Spinnato (16,5%)     | Miriam Poloni (1,8%)       |
| 6 - Conegliano          | Marica Fantuz (53,2%)     | Daniela Bolzan (20,8%)   | Mariarosa Barazza (19,5%) | Deborah Marcon (2,0%)      |
| 7 - Belluno             | Mirco Badole (46,7%)      | Rocco Bianco (22,4%)     | Roger De Menech (22,9%)   | Alessandra Buzzo (3,3%)    |
| 8 - Treviso             | Raffaele Baratto (44,8%)  | Giovanna Berno (24,1%)   | Silvano Piazza (24,0%)    | Said Chaibi (2,8%)         |

### Veneto 2
| Collegio                   | LSP-FI-FdI-NCI-UDC             | Movimento 5 Stelle           | PD-+Europa-Insieme-CP      | Liberi e Uguali            |
| -------------------------- | ------------------------------ | ---------------------------- | -------------------------- | -------------------------- |
| Collegio                   |                                |                              |                            |                            |
| 1 - Rovigo                 | Antonietta Giacometti (46,9%)  | Emanuele Cozzolino (25,3%)   | Diego Crivellari (21,1%)   | Sara Quaglia (2,6%)        |
| 2 - Padova                 | Arianna Lazzarini (39,3%)      | Maurizio Motta (22,6%)       | Fabio Verlato (29,4%)      | Annalisa Di Maso (4,4%)    |
| 3 - Vigonza                | Alberto Stefani (52,3%)        | Alberto Artoni (25,0%)       | Anna Zanetti (16,5%)       | Sara Mondini (2,1%)        |
| 4 - Abano Terme            | Lorena Milanato (49,9%)        | Francesca Betto (25,8%)      | Giulia Narduolo (17,7%)    | Francesco Miazzi (2,5%)    |
| 5 - Vicenza                | Pierantonio Zanettin (48,3%)   | Caterina Bedin (23,6%)       | Alessandra Marobin (20,6%) | Beatrice Peruffo (2,7%)    |
| 6 - Bassano del Grappa     | Germano Racchella (52,4%)      | Sabrina Fanton (22,8%)       | Rosanna Filippin (18,4%)   | Mauro Beraldin (2,1%)      |
| 7 - Schio                  | Maria Cristina Caretta (50,8%) | Luca Canale (23,9%)          | Simone Cecchetto (18,7%)   | Pierangelo Carretta (2,1%) |
| 8 - San Bonifacio          | Paolo Paternoster (50,9%)      | Gloria Testoni (23,2%)       | Paola Zanolli (17,6%)      | Ulyana Avola (1,9%)        |
| 9 - Verona                 | Vito Comencini (40,9%)         | Marcella Biserni (22,5%)     | Alessia Rotta (25,6%)      | Pier Luigi Bersani (4,1%)  |
| 10 - Legnago               | Piergiorgio Cortelazzo (56,7%) | Clara Zanetti (22,2%)        | Silvio Gandini (14,2%)     | Simone Pernechele (1,5%)   |
| 11 - Villafranca di Verona | Davide Bendinelli (50,5%)      | Francesca Businarolo (25,5%) | Isabella Roveroni (16,5%)  | Oscar Tosi (1,9%)          |

### Friuli-Venezia Giulia
| Collegio      | LSP-FI-FdI-NCI-UDC             | Movimento 5 Stelle       | PD-+Europa-Insieme-CP       | Liberi e Uguali        |
| ------------- | ------------------------------ | ------------------------ | --------------------------- | ---------------------- |
| Collegio      |                                |                          |                             |                        |
| 1 - Trieste   | Renzo Tondo (38,2%)            | Vincenzo Zoccano (25,9%) | Debora Serracchiani (25,9%) | Fabio Omero (4,1%)     |
| 2 - Gorizia   | Guido Germano Pettarin (37,1%) | Sabrina De Carlo (28,2%) | Giorgio Brandolin (24,9%)   | Paolo Vizintin (4,2%)  |
| 3 - Udine     | Daniele Moschioni (43,4%)      | Domenico Balzani (23,9%) | Francesco Martines (23,2%)  | Chiara Casasola (3,1%) |
| 4 - Codroipo  | Sandra Savino (47,9%)          | Aulo Cimenti (22,7%)     | Silvana Cremaschi (20,3%)   | Carlo Pegorer (2,6%)   |
| 5 - Pordenone | Vannia Gava (46,2%)            | Giovanna Scottà (23,1%)  | Giorgio Zanin (21,7%)       | Velia Cassan (2,4%)    |

### Liguria
| Collegio               | LSP-FI-FdI-NCI-UDC        | Movimento 5 Stelle                | PD-+Europa-Insieme-CP     | Liberi e Uguali         |
| ---------------------- | ------------------------- | --------------------------------- | ------------------------- | ----------------------- |
| Collegio               |                           |                                   |                           |                         |
| 1 - Sanremo            | Giorgio Mulé (46,1%)      | Federico Manfredi Firmian (29,1%) | Anna Russo (17,8%)        | Mario Giribaldi (2,5%)  |
| 2 - Savona             | Sara Foscolo (38,0%)      | Leda Volpi (29,3%)                | Gianluigi Granero (24,4%) | Daniela Tedeschi (4,0%) |
| 3 - Genova-Serra Riccò | Cristina Pozzi (28,6%)    | Roberto Traversi (35,6%)          | Mario Tullo (26,5%)       | Sergio Cofferati (5,4%) |
| 4 - Genova-Bargagli    | Edoardo Rixi (30,0%)      | Marco Rizzone (32,8%)             | Sergio Rossetti (26,8%)   | Erminia Federico (5,8%) |
| 5 - Genova-Rapallo     | Roberto Bagnasco (41,5%)  | Rossana Cuneo (25,7%)             | Rosaria Augello (24,6%)   | Luca Pastorino (4,7%)   |
| 6 - La Spezia          | Manuela Gagliardi (37,4%) | Lucia Sommovigo (29,5%)           | Massimo Caleo (24,6%)     | Luigi Liguori (4,3%)    |

### Emilia-Romagna
| Collegio                        | LSP-FI-FdI-NCI-UDC                  | Movimento 5 Stelle                 | PD-+Europa-Insieme-CP       | Liberi e Uguali             |
| ------------------------------- | ----------------------------------- | ---------------------------------- | --------------------------- | --------------------------- |
| Collegio                        |                                     |                                    |                             |                             |
| 1 - Imola                       | Simonetta Mingazzini (28,8%)        | Claudio Frati (28,7%)              | Serse Soverini (33,5%)      | Paola Lanzon (4,9%)         |
| 2 - Cesena                      | Simona Vietina (32,8%)              | Sergio Culiersi (30,7%)            | Fabrizio Landi (28,2%)      | Giuseppe Zuccatelli (3,2%)  |
| 3 - Ravenna                     | Samanta Gardin (30,5%)              | David Zanforlini (27,9%)           | Alberto Pagani (32,6%)      | Ilaria Morigi (4,3%)        |
| 4 - Ferrara                     | Maura Tomasi (39,7%)                | Marco Falciano (24,7%)             | Dario Franceschini (29,1%)  | Ilaria Bregola (3,4%)       |
| 5 - San Giovanni in Persiceto   | Giuseppe Vicinelli (30,2%)          | Davide De Matteis (28,9%)          | Francesco Critelli (32,1%)  | Marco Macciantelli (5,1%)   |
| 6 - Bologna-Mazzini             | Paola Scarano (27,3%)               | Alessandra Carbonaro (21,5%)       | Andrea De Maria (37,2%)     | Anna Falcone (8,7%)         |
| 7 - Bologna-Casalecchio di Reno | Eugenia Roccella (27,6%)            | Paolo Maria Veronica (26,0%)       | Gianluca Benamati (35,3%)   | Paola Bonora (6,7%)         |
| 8 - Cento                       | Emanuele Cestari (37,7%)            | Vittorio Ferraresi (27,9%)         | Stefano Vaccari (28,1%)     | Lorenzo Campana (3,1%)      |
| 9 - Modena                      | Ylenja Lucaselli (27,1%)            | Enrica Toce (26,8%)                | Beatrice Lorenzin (36,8%)   | Maria Cecilia Guerra (6,0%) |
| 10 - Sassuolo                   | Benedetta Fiorini (34,6%)           | Michele Dell'Orco (30,2%)          | Claudio De Vincenti (28,9%) | Diego Capponi (3,4%)        |
| 11 - Scandiano                  | Maura Catellani (29,5%)             | Rossella Ognibene (30,5%)          | Antonella Incerti (31,7%)   | Donatella Prati (4,1%)      |
| 12 - Parma                      | Laura Cavandoli (35,1%)             | Pasquale Paolo Mauro Nuzzo (25,8%) | Lucia Annibali (30,4%)      | Alessandro Grossi (4,1%)    |
| 13 - Fidenza                    | Giovanni Battista Tombolato (43,1%) | Fabrizio Savani (25,6%)            | Giuseppe Romanini (23,9%)   | Livia Ludovico (3,0%)       |
| 14 - Piacenza                   | Tommaso Foti (47,4%)                | Filippo Ghigini (23,2%)            | Patrizia Calza (21,2%)      | Francesco Cacciatore (3,8%) |
| 15 - Rimini                     | Elena Raffaelli (35,2%)             | Giulia Sarti (32,5%)               | Sergio Pizzolante (25,6%)   | Giuseppe Chicchi (3,0%)     |
| 16 - Forlì                      | Andrea Cintorino (31,1%)            | Annamria De Bellis (27,1%)         | Marco Di Maio (32,7%)       | Arianna Marchi (4,2%)       |
| 17 - Reggio nell'Emilia         | Agnese Zaghi (25,8%)                | Maria Edera Spadoni (28,4%)        | Graziano Delrio (36,0%)     | Mirko Tutino (5,5%)         |

### Toscana
| Collegio             | LSP-FI-FdI-NCI-UDC               | Movimento 5 Stelle        | PD-+Europa-Insieme-CP          | Liberi e Uguali           |
| -------------------- | -------------------------------- | ------------------------- | ------------------------------ | ------------------------- |
| Collegio             |                                  |                           |                                |                           |
| 1 - Firenze          | Carmen Giorgianni (25,1%)        | Alfonso Bonafede (18,9%)  | Gabriele Toccafondi (43,2%)    | Sandra Gesualdi (7,3%)    |
| 2 - Firenze          | Claudia Dominici (24,5%)         | Sabrina Montaguti (21,9%) | Rosa Maria Di Giorgi (43,0%)   | Filippo Fossati (5,8%)    |
| 3 - Sesto Fiorentino | Manola Aiazzi (25,1%)            | Girolamo Coffari (23,7%)  | Roberto Giachetti (39,7%)      | Serena Pillozzi (6,5%)    |
| 4 - Empoli           | Sonia Ciraolo (26,5%)            | Renato Scalia (23,7%)     | Luca Lotti (40,5%)             | Denise Latini (4,9%)      |
| 5 - Prato            | Giorgio Silli (34,6%)            | Yana Chiara Ehm (24,5%)   | Benedetto Della Vedova (33,0%) | Luca Mori (3,7%)          |
| 6 - Pistoia          | Maurizio Carrara (37,3%)         | Sandra Magnani (23,7%)    | Edoardo Fanucci (31,2%)        | Arianna Benigni (3,4%)    |
| 7 - Arezzo           | Felice Maurizio D'Ettore (35,1%) | Lucio Bianchi (24,9%)     | Marco Donati (31,9%)           | Ivano Ferri (3,3%)        |
| 8 - Massa            | Deborah Bergamini (37,8%)        | Adriano Simoncini (28,9%) | Cosimo Ferri (25,4%)           | Chiara Geloni (3,7%)      |
| 9 - Lucca            | Riccardo Zucconi (37,8%)         | Piero Landi (25,9%)       | Stefano Baccelli (27,0%)       | Cecilia Carmassi (3,7%)   |
| 10 - Pisa            | Edoardo Ziello (33,8%)           | Laura Palagini (25,7%)    | Lucia Ciampi (29,2%)           | Nicola Fratoianni (6,1%)  |
| 11 - Poggibonsi      | Donatella Legnaioli (31,7%)      | Gloria Vizzini (25,3%)    | Susanna Cenni (34,1%)          | Serena Cortecci (4,0%)    |
| 12 - Siena           | Claudio Borghi (32,3%)           | Leonardo Franci (22,4%)   | Pier Carlo Padoan (36,1%)      | Fulvio Mancuso (3,7%)     |
| 13 - Livorno         | Lorenzo Gasperini (28,7%)        | Giulio La Rosa (27,9%)    | Andrea Romano (31,9%)          | Fabrizio Pucci (5,1%)     |
| 14 - Grosseto        | Mario Lolini (37,1%)             | Caterina Orlandi (26,7%)  | Leonardo Marras (28,1%)        | Alessandro Brunini (3,4%) |

### Umbria
| Collegio    | LSP-FI-FdI-NCI-UDC                 | Movimento 5 Stelle              | PD-+Europa-Insieme-CP             | Liberi e Uguali        |
| ----------- | ---------------------------------- | ------------------------------- | --------------------------------- | ---------------------- |
| Collegio    |                                    |                                 |                                   |                        |
| 1 - Perugia | Emanuele Prisco (35,4%)            | Paola Giannetakis (25,0%)       | Giacomo Leonello Leonelli (30,2%) | Andrea Mazzoni (3,6%)  |
| 2 - Foligno | Riccardo Augusto Marchetti (37,4%) | Gino Di Manici Proietti (28,5%) | Gianpiero Bocci (27,0%)           | Rossella Muroni (2,4%) |
| 3 - Terni   | Raffaele Nevi (37,4%)              | Lucio Riccetti (28,8%)          | Cesare Damiano (25,4%)            | Antonio Iannoni (3,0%) |

### Marche
| Collegio              | LSP-FI-FdI-NCI-UDC                     | Movimento 5 Stelle        | PD-+Europa-Insieme-CP       | Liberi e Uguali            |
| --------------------- | -------------------------------------- | ------------------------- | --------------------------- | -------------------------- |
| Collegio              |                                        |                           |                             |                            |
| 1 - Ascoli Piceno     | Marco Fioravanti (33,0%)               | Roberto Cataldi (37,6%)   | Antimo Di Francesco (21,3%) | Pier Paolo Flammini (2,5%) |
| 2 - Civitanova Marche | Giuseppe Cognigni (35,4%)              | Mirella Emiliozzi (37,2%) | Paolo Petrini (20,7%)       | Marco Vallesi (2,6%)       |
| 3 - Macerata          | Tullio Patassini (37,6%)               | Daniela Tisi (32,1%)      | Flavio Corradini (23,2%)    | Argentina Severini (2,5%)  |
| 4 - Ancona            | Laura Schiavo (28,9%)                  | Patrizia Terzoni (35,2%)  | Emanuele Lodolini (27,7%)   | Piergiovanni Alleva (3,8%) |
| 5 - Fano              | Elisabetta Foschi (31,4%)              | Maurizio Cattoi (36,3%)   | Camilla Fabbri (25,2%)      | Beatrice Brigone (3,6%)    |
| 6 - Pesaro            | Anna Maria Renzoni Bezziccheri (31,5%) | Andrea Cecconi (35,0%)    | Marco Minniti (27,7%)       | Daniela Ciaroni (2,7%)     |

### Lazio 1
| Collegio                 | LSP-FI-FdI-NCI-UDC            | Movimento 5 Stelle                    | PD-+Europa-Insieme-CP          | Liberi e Uguali                  |
| ------------------------ | ----------------------------- | ------------------------------------- | ------------------------------ | -------------------------------- |
| Collegio                 |                               |                                       |                                |                                  |
| 1 - Roma-Trionfale       | Luciano Ciocchetti (30,8%)    | Angiolino Cirulli (16,8%)             | Paolo Gentiloni (42,1%)        | Filippo Domenico Miraglia (5,2%) |
| 2 - Roma-Montesacro      | Maria Teresa Bellucci (33,2%) | Claudia Giacchetti (18,5%)            | Marianna Madia (37,9%)         | Giovanna Maria Seddaiu (5,4%)    |
| 3 - Roma-Castel Giubileo | Annagrazia Calabria (34,2%)   | Riccardo De Angelis (31,4%)           | Lorenza Bonaccorsi (25,4%)     | Alfredo D'Attorre (3,9%)         |
| 4 - Roma-Collatino       | Renata Polverini (30,7%)      | Massimiliano De Toma (34,8%)          | Cesare San Mauro (24,5%)       | Roberta Agostini (4,3%)          |
| 5 - Roma-Torre Angela    | Barbara Mannucci (32,2%)      | Lorenzo Fioramonti (36,6%)            | Matteo Orfini (20,8%)          | Ambra Consolino (4,0%)           |
| 6 - Roma-Tuscolano       | Fabio Rampelli (28,5%)        | Felice Mariani (32,5%)                | Ileana Argentin (27,8%)        | Flavia Leuci (5,3%)              |
| 7 - Roma-Pomezia         | Guglielmo Vaccaro (31,5%)     | Marco Bella (40,1%)                   | Luigina Di Liegro (20,5%)      | Giuseppe Antonino Di Lisa (3,6%) |
| 8 - Roma-Ardeatino       | Davide Bordoni (28,0%)        | Daniele Piva (26,6%)                  | Patrizia Prestipino (33,5%)    | Antonio Bertolini (6,3%)         |
| 9 - Roma-Fiumicino       | Domenico Menorello (32,3%)    | Emilio Carelli (39,5%)                | Andrea Tobia Zevi (19,9%)      | Anna Maria Anselmi (3,3%)        |
| 10 - Roma-Gianicolense   | Olimpia Tarzia (29,9%)        | Dino Riccardo Maria Giarrusso (27,0%) | Riccardo Magi (32,3%)          | Stefano Fassina (5,4%)           |
| 11 - Roma-Primavalle     | Pasquale Calzetta (32,9%)     | Emanuela Claudia Del Re (34,1%)       | Cristina Maltese (23,9%)       | Alessandra Belluccio (3,8%)      |
| 12 - Guidonia Montecelio | Barbara Saltamartini (37,0%)  | Sebastiano Cubeddu (37,0%)            | Aldo Cerroni (18,6%)           | Marianna Sturba (2,7%)           |
| 13 - Velletri            | Marco Silvestroni (38,2%)     | Bianca Maria Zama (36,5%)             | Ileana Cathia Piazzoni (17,5%) | Bruno Romagnoli (2,8%)           |
| 14 - Marino              | Maria Spena (36,5%)           | Antonella Gobbo (34,9%)               | Renzo Carella (21,3%)          | Diziana Salvi (3,0%)             |

### Lazio 2
| Collegio          | LSP-FI-FdI-NCI-UDC              | Movimento 5 Stelle        | PD-+Europa-Insieme-CP          | Liberi e Uguali             |
| ----------------- | ------------------------------- | ------------------------- | ------------------------------ | --------------------------- |
| Collegio          |                                 |                           |                                |                             |
| 1 - Viterbo       | Mauro Rotelli (40,1%)           | Elisa Galeani (32,6%)     | Giuseppe Fioroni (19,6%)       | Patrizia Berlenghini (2,4%) |
| 2 - Civitavecchia | Alessandro Battilocchio (39,9%) | Paolo Mastrandrea (32,9%) | Emma Fattorini (19,5%)         | Giuliano Sdanghi (2,9%)     |
| 3 - Rieti         | Paolo Trancassini (37,1%)       | Maurizio Angeloni (32,7%) | Paolo Anibaldi (21,4%)         | Ottorino Ferilli (4,0%)     |
| 4 - Frosinone     | Francesco Zicchieri (41,0%)     | Raffaele Nalli (35,7%)    | Francesca Cerquozzi (17,1%)    | Marco Maddalena (2,7%)      |
| 5 - Cassino       | Mario Abbruzzese (37,7%)        | Ilaria Fontana (37,8%)    | Gianrico Ranaldi (18,6%)       | Sandra Penge (2,2%)         |
| 6 - Terracina     | Paolo Barelli (46,6%)           | Raffaele Trano (33,3%)    | Maria Civita Paparello (14,3%) | Maria Rita Manzo (2,3%)     |
| 7 - Latina        | Giorgia Meloni (41,0%)          | Leone Martellucci (36,5%) | Federico Fauttilli (15,3%)     | Tommaso Conti (3,1%)        |

### Abruzzo
| Collegio     | LSP-FI-FdI-NCI-UDC                        | Movimento 5 Stelle         | PD-+Europa-Insieme-CP       | Liberi e Uguali          |
| ------------ | ----------------------------------------- | -------------------------- | --------------------------- | ------------------------ |
| Collegio     |                                           |                            |                             |                          |
| 1 - L'Aquila | Antonio Martino (42,5%)                   | Giorgio Fedele (33,0%)     | Lorenza Panei (17,8%)       | Luigi Fabiani (2,8%)     |
| 2 - Teramo   | Lucrezia Rasicci (34,1%)                  | Antonio Zennaro (40,6%)    | Sandro Mariani (18,5%)      | Stefano Alessiani (2,5%) |
| 3 - Pescara  | Guerino Testa (34,1%)                     | Andrea Colletti (41,3%)    | Antonella Allegrino (17,1%) | Ivano Martelli (2,7%)    |
| 4 - Chieti   | Emilia De Matteo (34,2%)                  | Daniele Del Grosso (41,1%) | Antonio Castricone (17,5%)  | Sonia Del Rossi (2,3%)   |
| 5 - Vasto    | Enrico Clemente Di Giuseppantonio (33,3%) | Carmela Grippa (43,0%)     | Maruscia Miscia (17,0%)     | Giuseppe Marisi (2,7%)   |

### Molise
| Collegio       | LSP-FI-FdI-NCI-UDC       | Movimento 5 Stelle           | PD-+Europa-Insieme-CP          | Liberi e Uguali                   |
| -------------- | ------------------------ | ---------------------------- | ------------------------------ | --------------------------------- |
| Collegio       |                          |                              |                                |                                   |
| 1 - Isernia    | Mario Pietracupa (36,1%) | Rosa Alba Testamento (40,9%) | Maria Teresa D'Achille (16,4%) | Danilo Leva (3,2%)                |
| 2 - Campobasso | Aida Romagnuolo (24,4%)  | Antonio Federico (48,1%)     | Vittorino Facciolla (19,7%)    | Annibale Oreste Campopiano (4,2%) |

### Campania 1
| Collegio                       | LSP-FI-FdI-NCI-UDC                 | Movimento 5 Stelle          | PD-+Europa-Insieme-CP           | Liberi e Uguali                   |
| ------------------------------ | ---------------------------------- | --------------------------- | ------------------------------- | --------------------------------- |
| Collegio                       |                                    |                             |                                 |                                   |
| 1 - Giugliano in Campania      | Palmira Fele (26,1%)               | Salvatore Micillo (57,9%)   | Giuseppe Pellegrino (10,3%)     | Angelo Palumbo (3,1%)             |
| 2 - Nola                       | Lorenzo Cesa (34,3%)               | Silvana Nappi (48,0%)       | Andrea Manzi (12,2%)            | Nicola Montanino (2,6%)           |
| 3 - Acerra                     | Vittorio Sgarbi (20,4%)            | Luigi Di Maio (63,4%)       | Antonio Falcone (12,0%)         | Vincenza Iasevoli (1,9%)          |
| 4 - Casoria                    | Luca Scancariello (22,8%)          | Vincenzo Spadafora (59,4%)  | Nicola Marrazzo (11,9%)         | Elpidio Capasso (3,5%)            |
| 5 - Napoli-San Carlo all'Arena | Giuseppina Sorvillo (21,0%)        | Doriana Sarli (48,0%)       | Paolo Siani (21,6%)             | Mario Coppeto (4,5%)              |
| 6 - Napoli-Ponticelli          | Luciano Passariello (21,4%)        | Rina De Lorenzo (62,1%)     | Giovanni Palladino (11,3%)      | Carmela Mirella Secondulfo (2,1%) |
| 7 - Napoli-San Lorenzo         | Caterina Miraglia (26,7%)          | Raffaele Bruno (43,0%)      | Marco Rossi Doria (21,1%)       | Elisabetta Gambardella (3,7%)     |
| 8 - Napoli-Fuorigrotta         | Marta Schifone (20,2%)             | Roberto Fico (57,6%)        | Daniela Iaconis (14,7%)         | Aldo Amoretti (2,8%)              |
| 9 - Pozzuoli                   | Severino Nappi (29,1%)             | Andrea Caso (50,0%)         | Maria Carmine Tumiatti (12,4%)  | Josi Gerardo Della Ragione (4,7%) |
| 10 - Portici                   | Elisa Russo (22,0%)                | Gianfranco Di Sarno (56,0%) | Francesco Emio Borrelli (15,4%) | Massimo Micera (3,4%)             |
| 11 - Torre del Greco           | Gianluca Cantalamessa (24,7%)      | Luigi Gallo (54,4%)         | Teresa Armato (14,6%)           | Maria Grazia Campaniello (2,4%)   |
| 12 - Castellammare di Stabia   | Annalisa Vessella Pisacane (30,9%) | Catello Vitiello (46,6%)    | Silvana Somma (17,3%)           | Laura Della Monica (2,4%)         |

### Campania 2
| Collegio                     | LSP-FI-FdI-NCI-UDC           | Movimento 5 Stelle           | PD-+Europa-Insieme-CP             | Liberi e Uguali                |
| ---------------------------- | ---------------------------- | ---------------------------- | --------------------------------- | ------------------------------ |
| Collegio                     |                              |                              |                                   |                                |
| 1 - Benevento                | Fernando Errico (30,1%)      | Angela Ianaro (44,3%)        | Carmine Valentino (19,0%)         | Americo Ciervo (2,6%)          |
| 2 - Ariano Irpino            | Carmela Grasso (28,5%)       | Generoso Maraia (42,9%)      | Giuseppe De Mita (22,1%)          | Antonio Emilio Caggiano (2,3%) |
| 3 - Caserta                  | Lucrezia Cicia (24,6%)       | Antonio Del Monaco (54,5%)   | Angela Letizia (15,7%)            | Filomena Diodato (2,0%)        |
| 4 - Santa Maria Capua Vetere | Massimo Grimaldi (33,4%)     | Giuseppe Buompane (43,7%)    | Gennaro Oliviero (16,9%)          | Antonio Patalano (2,1%)        |
| 5 - Aversa                   | Giuseppina Castiello (30,4%) | Nicola Grimaldi (52,8%)      | Marianna Dell'Aprovitola (11,6%)  | Carlo Corvino (1,6%)           |
| 6 - Avellino                 | Pietro Foglia (28,0%)        | Michele Gubitosa (44,1%)     | Angelo Antonio D'Agostino (21,0%) | Annamaria Pascale (3,3%)       |
| 7 - Scafati                  | Edmondo Cirielli (34,1%)     | Virginia Villani (44,8%)     | Mauro Maccauro (15,6%)            | Dea Squillante (2,2%)          |
| 8 - Salerno                  | Gennaro Esposito (27,3%)     | Nicola Provenza (40,8%)      | Piero De Luca (23,1%)             | Carmine Ansalone (4,2%)        |
| 9 - Battipaglia              | Romano Ciccone (34,6%)       | Nicola Acunzo (41,8%)        | Domenico Volpe (15,7%)            | Federico Conte (4,0%)          |
| 10 - Agropoli                | Marzia Ferraioli (34,6%)     | Alessia D'Alessandro (31,8%) | Francesco Alfieri (26,6%)         | Luigi Giordano (3,7%)          |

### Puglia
| Collegio                 | LSP-FI-FdI-NCI-UDC                    | Movimento 5 Stelle              | PD-+Europa-Insieme-CP          | Liberi e Uguali                    |
| ------------------------ | ------------------------------------- | ------------------------------- | ------------------------------ | ---------------------------------- |
| Collegio                 |                                       |                                 |                                |                                    |
| 1 - Bari                 | Antonella Ida Roselli (26,8%)         | Paolo Lattanzio (43,3%)         | Marco Lacarra (19,4%)          | Michele Laforgia (7,4%)            |
| 2 - Bari-Bitonto         | Massimo Cassano (29,7%)               | Francesca Anna Ruggiero (50,1%) | Giuseppe Giulitto (14,0%)      | Giuseppe Catacchio (3,5%)          |
| 3 - Molfetta             | Luigi Perrone (28,8%)                 | Francesca Galizia (43,7%)       | Francesco Carlo Spina (19,6%)  | Nicola Bavaro (4,2%)               |
| 4 - Andria               | Francesco Ventola (31,0%)             | Giuseppe D'Ambrosio (49,0%)     | Filippo Caracciolo (14,7%)     | Lucia De Mari (2,5%)               |
| 5 - Altamura             | Rossano Sasso (31,9%)                 | Nunzio Angiola (48,3%)          | Cecilia Ventricelli (13,6%)    | Salvatore Lospalluto (3,5%)        |
| 6 - Monopoli             | Trifone Altieri (32,0%)               | Emanuele Scagliusi (45,2%)      | Marilù Napoletano (15,9%)      | Anna Maria Candela (4,0%)          |
| 7 - Lecce                | Saverio Congedo (33,4%)               | Michele Nitti (40,0%)           | Salvatore Capone (17,8%)       | Alberto Colucci (4,3%)             |
| 8 - Nardò                | Andrea Caroppo (33,6%)                | Maria Soave Alemanno (39,8%)    | Sergio Blasi (18,3%)           | Marcello Risi (4,2%)               |
| 9 - Casarano             | Rocco Palese (35,0%)                  | Nadia Aprile (41,9%)            | Maria Addolorata Fiore (15,5%) | Giuseppe Salvatore Piconese (4,5%) |
| 10 - Taranto             | Stefania Fornaro (29,8%)              | Rosalba De Giorgi (47,7%)       | Lucio Lonoce (16,0%)           | Palma Varsavia (2,6%)              |
| 11 - Martina Franca      | Gianfranco Giovanni Chiarelli (34,0%) | Gianpaolo Cassese (44,3%)       | Donato Pentassuglia (16,4%)    | Antonio Rotelli (2,4%)             |
| 12 - Francavilla Fontana | Antonio Andrisano (33,2%)             | Giovanni Luca Aresta (47,4%)    | Elisa Mariano (13,3%)          | Valentina Carella (2,6%)           |
| 13 - Brindisi            | Vittorio Zizza (35,0%)                | Anna Macina (44,5%)             | Giovanni Epifani (14,1%)       | Giuseppe Palazzo (2,7%)            |
| 14 - San Severo          | Angelo Cera (33,3%)                   | Carla Giuliano (43,7%)          | Rosario Cusmai (17,9%)         | Arcangela De Vivo (2,4%)           |
| 15 - Cerignola           | Giacomo Diego Gatta (34,3%)           | Antonio Tasso (43,8%)           | Michele Bordo (17,1%)          | Michela D'Onofrio (2,1%)           |
| 16 - Foggia              | Michaela Di Donna (32,7%)             | Rosa Menga (44,9%)              | Lucia Lia Azzarone (15,4%)     | Marilena Di Padova (2,7%)          |

### Basilicata
| Collegio    | LSP-FI-FdI-NCI-UDC       | Movimento 5 Stelle       | PD-+Europa-Insieme-CP   | Liberi e Uguali         |
| ----------- | ------------------------ | ------------------------ | ----------------------- | ----------------------- |
| Collegio    |                          |                          |                         |                         |
| 1 - Potenza | Nicola Benedetto (24,5%) | Salvatore Caiata (42,1%) | Guido Viceconte (22,0%) | Roberto Speranza (6,9%) |
| 2 - Matera  | Nicola Pagliuca (26,1%)  | Gianluca Rospi (46,3%)   | Francesca Barra (17,5%) | Filippo Bubbico (6,1%)  |

### Calabria
| Collegio               | LSP-FI-FdI-NCI-UDC           | Movimento 5 Stelle               | PD-+Europa-Insieme-CP           | Liberi e Uguali                   |
| ---------------------- | ---------------------------- | -------------------------------- | ------------------------------- | --------------------------------- |
| Collegio               |                              |                                  |                                 |                                   |
| 1 - Castrovillari      | Andrea Gentile (34,0%)       | Carmelo Massimo Misiti (45,7%)   | Luigi Incarnato (14,5%)         | Raffaella Fortunato (2,0%)        |
| 2 - Corigliano Calabro | Ernesto Rapani (26,3%)       | Francesco Sapia (50,1%)          | Ferdinando Aiello (17,6%)       | Mario Antonio Bonacci (2,8%)      |
| 3 - Cosenza            | Paolo Naccarato (24,4%)      | Anna Laura Orrico (51,9%)        | Giacomo Mancini (16,3%)         | Francesco Saverio Corbelli (2,9%) |
| 4 - Catanzaro          | Domenico Tallini (31,4%)     | Giuseppe D'Ippolito (45,5%)      | Antonio Viscomi (16,0%)         | Aldo Rosa (2,2%)                  |
| 5 - Crotone            | Giancarlo Cerrelli (27,2%)   | Elisabetta Maria Barbuto (51,6%) | Nicodemo Oliverio (13,8%)       | Franco Parise (3,1%)              |
| 6 - Vibo Valentia      | Wanda Ferro (35,8%)          | Dalila Nesci (32,6%)             | Bruno Censore (25,1%)           | Silvio Primerano (2,6%)           |
| 7 - Gioia Tauro        | Francesco Cannizzaro (42,4%) | Giuseppe Antonio Germanò (34,1%) | Elisabetta Rosa Tripodi (14,5%) | Domenico Mantegna (3,5%)          |
| 8 - Reggio Calabria    | Francesco Talarico (35,3%)   | Federica Dieni (36,5%)           | Nico D'Ascola (18,9%)           | Domenica Vinci (3,7%)             |

### Sicilia 1
| Collegio                          | LSP-FI-FdI-NCI-UDC                 | Movimento 5 Stelle                      | PD-+Europa-Insieme-CP                | Liberi e Uguali                  |
| --------------------------------- | ---------------------------------- | --------------------------------------- | ------------------------------------ | -------------------------------- |
| Collegio                          |                                    |                                         |                                      |                                  |
| 1 - Palermo-Resuttana-San Lorenzo | Francesco Cascio (30,8%)           | Leonardo Salvatore Penna (48,1%)        | Leopoldo Piampiano (13,7%)           | Erasmo Palazzotto (4,3%)         |
| 2 - Palermo-Libertà               | Ada Terenghi (29,2%)               | Giorgio Trizzino (41,4%)                | Milena Gentile (19,5%)               | Antonella Monastra (6,0%)        |
| 3 - Palermo-Settecannoli          | Antonio Antinoro (33,4%)           | Roberta Alaimo (48,7%)                  | Silvio Moncada (11,4%)               | Filippo Occhipinti (3,4%)        |
| 4 - Gela                          | Giuseppe Federico (35,5%)          | Dedalo Cosimo Gaetano Pignatone (47,3%) | Grazia Santina Augello (11,6%)       | Franca Gennuso (2,9%)            |
| 5 - Bagheria                      | Maria Carolina Varchi (38,6%)      | Vittoria Casa (43,6%)                   | Francesco Vasta (12,0%)              | Rosa Maria Grazia Laplena (2,9%) |
| 6 - Monreale                      | Francesco Saverio Romano (37,9%)   | Giuseppe Chiazzese (46,8%)              | Salvatore Lo Giudice (9,2%)          | Serafino La Corte (2,5%)         |
| 7 - Agrigento                     | Calogero Pisano (31,8%)            | Michele Sodano (50,5%)                  | Giuseppe Sodano (11,0%)              | Santa Guzzetta (2,8%)            |
| 8 - Marsala                       | Tiziana Pugliesi (30,2%)           | Piera Aiello (51,2%)                    | Pamela Giacoma Giovanna Orrù (13,6%) | Daniele Nuccio (2,3%)            |
| 9 - Mazara del Vallo              | Francesca Liliana Intorcia (27,9%) | Vita Martinciglio (53,9%)               | Gaspare Gulotta (13,4%)              | Nicolò Asaro (2,2%)              |

### Sicilia 2
| Collegio                      | LSP-FI-FdI-NCI-UDC                 | Movimento 5 Stelle               | PD-+Europa-Insieme-CP                 | Liberi e Uguali                       |
| ----------------------------- | ---------------------------------- | -------------------------------- | ------------------------------------- | ------------------------------------- |
| Collegio                      |                                    |                                  |                                       |                                       |
| 1 - Messina                   | Matilde Siracusano (29,5%)         | Francesco D'Uva (45,3%)          | Pietro Navarra (18,9%)                | Gabriele Siracusano (3,6%)            |
| 2 - Barcellona Pozzo di Gotto | Maria Tindara Gullo (34,9%)        | Alessio Mattia Villarosa (43,7%) | Natalia Anna Cimino (15,9%)           | Francesca Pietropaolo (2,5%)          |
| 3 - Enna                      | Carmelo Lo Monte (28,1%)           | Andrea Giarrizzo (45,8%)         | Sebastiano Venezia (20,1%)            | Lillo Maria Colaleo (3,3%)            |
| 4 - Acireale                  | Francesco Catanoso Genoese (35,4%) | Giulia Grillo (46,3%)            | Nicola D'Agostino (12,6%)             | Matilde Riccioli (2,3%)               |
| 5 - Catania                   | Manlio Messina (32,7%)             | Maria Laura Paxia (47,6%)        | Giuseppe Berretta (13,6%)             | Maria Chiaramonte (2,5%)              |
| 6 - Misterbianco              | Giovanni Pistorio (30,1%)          | Simona Suriano (52,9%)           | Luca Rosario Luigi Sammartino (12,0%) | Luca Raffaele Domenico Barbato (2,2%) |
| 7 - Paternò                   | Giuseppe Geremia Lombardo (32,9%)  | Eugenio Saitta (51,4%)           | Maria Grazia Pannitteri (10,7%)       | Valentina Ivana Borzì (2,1%)          |
| 8 - Ragusa                    | Valeria Zorzi (27,6%)              | Marialucia Lorefice (52,2%)      | Venera Padua (14,1%)                  | Rosetta Noto (2,8%)                   |
| 9 - Avola                     | Daniela Armenia (29,2%)            | Maria Marzana (52,8%)            | Giovanni Giuca (13,0%)                | Paolo Randazzo (2,7%)                 |
| 10 - Siracusa                 | Nicoletta Piazzese (23,3%)         | Paolo Ficara (57,9%)             | Sofia Amoddio (13,9%)                 | Cristina De Caro (2,4%)               |

### Sardegna
| Collegio     | LSP-FI-FdI-NCI-UDC           | Movimento 5 Stelle      | PD-+Europa-Insieme-CP       | Liberi e Uguali            |
| ------------ | ---------------------------- | ----------------------- | --------------------------- | -------------------------- |
| Collegio     |                              |                         |                             |                            |
| 1 - Cagliari | Ugo Cappellacci (32,6%)      | Andrea Mura (38,4%)     | Luciano Uras (19,4%)        | Roberto Mirasola (3,8%)    |
| 2 - Nuoro    | Bruno Murgia (25,9%)         | Mara Lapia (45,1%)      | Francesco Sabatini (18,4%)  | Mario Demuru Zidda (3,1%)  |
| 3 - Carbonia | Viviana Lantini (30,6%)      | Pino Cabras (45,8%)     | Romina Mura (15,1%)         | Luca Pizzuto (3,4%)        |
| 4 - Sassari  | Maria Grazia Salaris (27,7%) | Mario Perantoni (44,3%) | Bachisio Silvio Lai (19,7%) | Antonella Chirigoni (3,0%) |
| 5 - Olbia    | Giuseppe Fasolino (37,2%)    | Bernardo Marino (38,7%) | Paolo Bittu (16,8%)         | Francesco Dore (2,5%)      |
| 6 - Oristano | Gianni Lampis (31,8%)        | Luciano Cadeddu (42,3%) | Antonio Solinas (17,0%)     | Giuseppe Garau (2,7%)      |

## Elezioni suppletive

### 2019
| Circoscrizione      | Collegio              | Centro-sinistra         | Movimento 5 Stelle     | LSP-FI-FdI            |
| 20 gennaio 2019     | 20 gennaio 2019       | 20 gennaio 2019         | 20 gennaio 2019        | 20 gennaio 2019       |
| ------------------- | --------------------- | ----------------------- | ---------------------- | --------------------- |
|                     |                       |                         |                        |                       |
| Sardegna            | 1 - Cagliari          | Andrea Frailis (40,46%) | Luca Caschili (28,92%) | Daniela Noli (27,80%) |
|                     |                       |                         |                        |                       |
| 26 maggio 2019      |                       |                         |                        |                       |
|                     |                       |                         |                        |                       |
| Trentino-Alto Adige | 4 - Trento            | Giulia Merlo (41,14%)   | Lorenzo Leoni (12,80%) | Martina Loss (46,06%) |
| Trentino-Alto Adige | 6 - Pergine Valsugana | Cristina Donei (35,99%) | Rosa Rizzi (12,92%)    | Mauro Sutto (51,08%)  |

### 2020
| Circoscrizione | Collegio | Centro-sinistra            | Movimento 5 Stelle       | LSP-FI-FdI            |
| -------------- | -------- | -------------------------- | ------------------------ | --------------------- |
|                |          |                            |                          |                       |
| 1º marzo 2020  |          |                            |                          |                       |
|                |          |                            |                          |                       |
| Lazio 1        | 1 - Roma | Roberto Gualtieri (62,24%) | Rossella Rendina (4,36%) | Maurizio Leo (26,08%) |

### 2021
| Circoscrizione   | Collegio             | Centro-sinistra       | LSP-FI-FdI                         | Partito Comunista       |
| ---------------- | -------------------- | --------------------- | ---------------------------------- | ----------------------- |
|                  |                      |                       |                                    |                         |
| 3-4 ottobre 2021 |                      |                       |                                    |                         |
|                  |                      |                       |                                    |                         |
| Toscana          | 12 - Siena           | Enrico Letta (49,92%) | Tommaso Marrocchesi Marzi (37,83%) | Marco Rizzo (4,69%)     |
| Lazio 1          | 11 - Roma Primavalle | Andrea Casu (43,47%)  | Pasquale Calzetta (37,55%)         | Danilo Ballanti (6,62%) |

### 2022
| Circoscrizione  | Collegio | Partito Democratico     | LSP-FdI-FI                | Italia Viva             |
| --------------- | -------- | ----------------------- | ------------------------- | ----------------------- |
|                 |          |                         |                           |                         |
| 16 gennaio 2022 |          |                         |                           |                         |
|                 |          |                         |                           |                         |
| Lazio 1         | 1 - Roma | Cecilia D'Elia (59,43%) | Simonetta Matone (22,42%) | Valerio Casini (12,93%) |